# Zorzines uniformis
Zorzines uniformis är en fjärilsart som beskrevs av Inoue 1992. Zorzines uniformis ingår i släktet Zorzines och familjen nattflyn. Inga underarter finns listade i Catalogue of Life.